# الشقفة (مكيراس)

تعديل مصدري - تعديل

الشقفة هي إحدى قرى عزلة مكيراس بمديرية مكيراس التابعة لمحافظة البيضاء، بلغ تعداد سكانها 103 نسمة حسب تعداد اليمن لعام 2004.